# メアカンナギナタタケ
メアカンナギナタタケ Clavaria meakanensis はシロソウメンタケ科に属するキノコの一種。火山の地衣類群落中に9-10月に発生する。黄白色の棒状。